# 東方馬城国際競馬場
東方馬城国際競馬場（とうほうばじょうこくさいけいばじょう、簡体字中国語: 东方马城国际赛马场、英語: Orient Luckey City International Racecourse）は、中華人民共和国の湖北省武漢市東西湖区にある競馬場。武漢競馬場、オリエントラッキーシティ競馬場とも呼ばれる。
香港資本系企業の東方神馬集団（簡: 东方神马集团、繁: 東方神馬集團、英: Orient Luckey Horce Group）によって投資、建設され、運営されている。年間1000レース以上の競走が施行されており、将来的に中国本土で最初の賭け事としての競馬の運営許可を受ける競馬場になると目されている。

## 歴史
東方馬城は、2003年に馬術と競馬の地域センターとして開場した。オーナーは香港出身の実業家・胡越高（Jacky Wu）で、ホテル、マンション、ショッピングセンターなどを建設する不動産事業を展開し、競馬場がその中核に位置付けられている。
2005年、競技団体の武漢ジョッキークラブ（中国語: 武汉赛马俱乐部）が設立され、国家体育総局、武漢市人民政府と共催して中国スピード競馬チャンピオンシップ（中国語: 全国速度赛马锦标赛）、武漢国際競馬祭（中国語: 武汉国际赛马节）を開催している。
2008年からは毎週競馬が開催されるようになった。また、この年から勝ち馬当ての的中者に抽選で賞品を提供する商業競馬の実験が実施され、スマートフォンや自転車などが提供された。
2012年から2014年にかけて、日本の山下設計とJRAファシリティーズ（日本中央競馬会関連企業）の共同で、競馬場スタンド改修計画案、馬場改造案、トレーニングセンターマスタープランなどが作成された。
競馬の開催は武漢を発端とする新型コロナウイルス感染症の流行で一時中断したがすぐに再開し、2023年現在も中国全国区の競走開催に使用されている。

## コース
一周1620メートルのダートコース。競走に必要な計測、監視設備を備える。
このほかに400メートルの馬術練習場が敷地内にある。

## 施設
100万平方メートルの敷地面積があり、敷地内に駐車場、商業施設、娯楽施設などが設けられた複合商業施設となっている。
メインスタンドは8000人以上の観客を収容でき、競馬場全体で3万人以上の収容能力がある。このほかに大型の日よけ、LEDディスプレイ、パドックなどの施設を備える。
25キロメートル離れた地点に、山下設計とJRAファシリティーズによってマスタープランが作成されたトレーニングセンターの建設が計画されている。

## アクセス
武漢駅および武漢天河国際空港から車で15分。